# John Reid (réalisateur)
Pour les articles homonymes, voir John Reid et Reid.
John Reid est un réalisateur néo-zélandais de cinéma et de télévision né en 1946.

## Filmographie

### Cinéma
- 1979 : Middle Age Spread
- 1994 : The Last Tattoo
- 1982 : Carry Me Back
- 1985 : Souvenirs secrets (Leave All Fair)